# Physcomitrium cupulare
Physcomitrium cupulare är en bladmossart som beskrevs av C. Müller 1879. Physcomitrium cupulare ingår i släktet huvmossor, och familjen Funariaceae. Inga underarter finns listade i Catalogue of Life.